# Ключи (Крапивинский район)
Ключи́ — деревня в Крапивинском районе Кемеровской области. Входит в состав Каменское сельское поселение.

## География
Центральная часть населённого пункта расположена на высоте 205 метров над уровнем моря.

## Население
По данным Всероссийской переписи населения 2010 года, в деревне Ключи проживает 340 человек (171 мужчина, 169 женщин).